# Região hidrográfica do Atlântico Sudeste

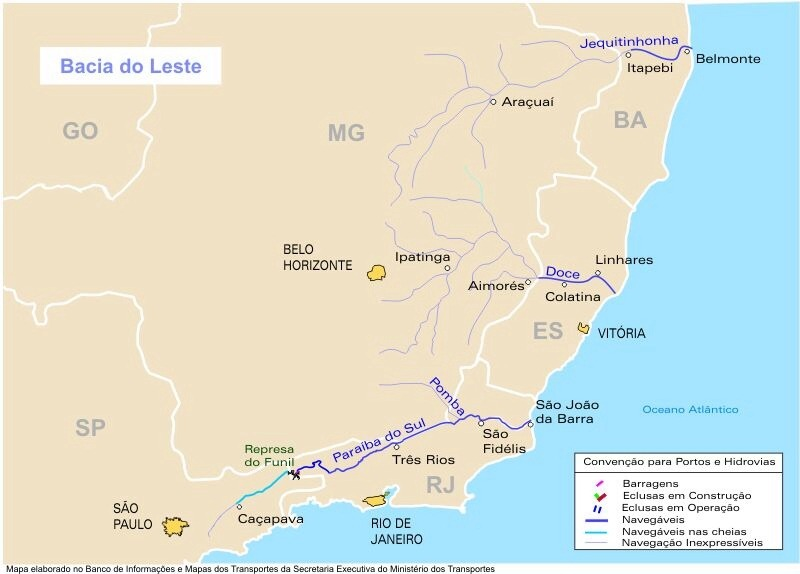
O mapa mostra a bacia do Atlântico Sudeste (clique para ampliar e ver mais detalhes)

A região hidrográfica do Atlântico Sudeste é uma das doze regiões hidrográficas do território brasileiro.
Possui uma área de 229.972 km², distribuída por terras dos estados do Espírito Santo, Minas Gerais, Rio de Janeiro, São Paulo e o litoral do Paraná.
As principais bacias hidrográficas desta região são as dos rios Doce e Paraíba do Sul. Outras bacias inseridas na região do Atlântico Sudeste são as dos rios São Mateus, Itapemirim, Itabapoana e Ribeira de Iguape.
A região do Atlântico Sudeste é caracterizada por seu expressivo contingente populacional, localizando-se numa das regiões mais industrializadas e urbanizadas do Brasil. Possui importantes adensamentos populacionais, dentre os quais se destacam as regiões metropolitanas do Rio de Janeiro, de Vitória e da Baixada Santista, chegando a ultrapassar 13.000 hab./km² em São João de Meriti (Baixada Fluminense).
O bioma principal da região é a Mata Atlântica, já fortemente desmatada. As áreas de maior conservação deste bioma encontram-se nas enconstas das serras do Mar e da Mantiqueira nos estados de São Paulo e do Rio de Janeiro. As áreas de maior degradação ambiental da região hidrográfica do Atlântico Sudeste são as baías de Santos, da Guanabara e de Vitória.